# SMAP PRESENTS ドラマの裏の本当のドラマ
『フジテレビ開局50周年 名作ドラマ&映画全て見せます!SMAP PRESENTS ドラマの裏の本当のドラマ』（フジテレビかいきょく50しゅうねん めいさくドラマあんどえいがすべてみせます!スマップ プレゼンツ ドラマのうらのほんとうのドラマ）は、フジテレビ開局50周年特別企画として、フジテレビ系列で2009年4月6日 20時00分 - 23時24分（テレビ大分では4月11日 12時00分 - 15時20分）に生放送された特別番組。

## 概要
1959年（昭和34年）3月1日に開局し、2009年（平成21年）で開局50周年を迎えたフジテレビが、50ッスth!（ごじゅうっす）をキャッチフレーズに、2月27日から開局記念日の3月1日までの3夜連続で総力を挙げて「歌」（過去の音楽番組の振り返り）「笑い」（過去のバラエティ番組の振り返り）「報道」の3ジャンルで、各日4時間以上にわたるキャッチフレーズと同名の冠を付けた大型特別番組が放送され、こちらでは50年間これまで放送されたドラマを振り返ると言う内容だった。

## 出演者

### 司会
- SMAP
  - 中居正広
  - 木村拓哉
  - 稲垣吾郎
  - 草彅剛
  - 香取慎吾

### 進行
- 西山喜久恵（フジテレビアナウンサー）

### ゲスト
- 浅野温子
- 浅野ゆう子
- 石田純一
- 市原隼人
- 伊東美咲
- 江口洋介
- 江角マキコ
- 織田裕二
- 唐沢寿明
- 柴咲コウ
- 杉田成道
- 陣内孝則
- 反町隆史
- 竹内結子
- 竹野内豊
- 田中邦衛
- 中嶋朋子
- 深津絵里
- 松嶋菜々子
- 松たか子
- 水嶋ヒロ
- 三谷幸喜
- 柳葉敏郎
- ユースケ・サンタマリア

### VTR出演
- タモリ
- 明石家さんま
- 小泉今日子
- 中山美穂
- 山口智子
- 武田鉄矢
- 倉本聰 　 ほか

## 放送番組
- ビーチボーイズ
- やまとなでしこ
- 古畑任三郎
- プライド
- 踊る大捜査線
- 北の国から
- 世にも奇妙な物語
- 東京ラブストーリー
- 愛という名のもとに
- ひとつ屋根の下
- 白い巨塔
- ロングバケーション
- ショムニ
- HERO
- WATER BOYS
- 君の瞳をタイホする!
- ブラザーズ
- 101回目のプロポーズ
- 僕の生きる道
- 愛しあってるかい!
- 眠れる森
- 花ざかりの君たちへ〜イケメン♂パラダイス〜
- スペクトルマン（特撮ドラマ）
- 男はつらいよ（1968年制作のテレビドラマ。映画シリーズの原点となった作品）
- ビューティフルライフ（TBS系のドラマ。他系列番組で唯一紹介）

他多数...　　(順不同)
なお、準キー局の関西テレビが制作した作品（『僕の生きる道』を除く）と、FNS基幹局の東海テレビが制作した作品（昼ドラなど）は紹介されなかった。

## スタッフ
- 企画：本間欧彦、水口昌彦、石原隆、荒井昭博
- 構成：鈴木おさむ、石原健次、大井洋一
- リサーチ：沖田亜衣、高橋直子、金井真紀、冨田紀子、斉藤道子
- 作家：遠藤みちスケ、中垣ヒデキ、木村タカヒロ、川野将一、小幡真弘
- ナレーション：DJナイク、夕城千佳
- 美術プロデューサー：三竹寛典
- デザイン：棈木陽次
- 美術進行：中村秀美
- タイトル：千代祥子、福澤伸太郎
- CG：岡本英士、秋里直樹
- 技術プロデューサー：岸田花子
- TD：佐々木信一
- SW：大嶋徹
- カメラ：寺本和美
- VE：川崎淳
- 音声：高橋敬
- 照明：岸本直樹
- 音響効果：西野有彦
- 編集：坂本貴志
- MA：高橋誠一郎
- 撮影協力：ホテル日航東京、逗子フィルムコミッション、東京観光専門学校、株式会社グラフィティ、Opt LABEL、フォーク株式会社
- 協力：関西テレビ、東海テレビ、共同テレビ/BEE BRAIN、NET WEB、J Associates、オイコーポレーション/フジテレビ開局50周史事務局
- 連絡：古殿香織、渋川大輔、保坂美帆
- TK：楮本眞澄、高木美紀、江野澤郁子
- 広報：小中ももこ
- 広告宣伝：鈴木文太郎
- 編成：渋谷謙太郎、中島寛朗、小松純也
- アソシエイトプロデューサー：清水賢治、和田行、山口真
- 映像プロデューサー：菅野貴志、森谷香津、高橋純一、河本和美、村田聡子
- 制作プロデューサー：寺田久美子
- ディレクター：中村肇、渡辺剛、安藤茂克、金澤忠延、小倉伸一、坂田佳弘/岡村勝久、長谷川賢吾、須藤拓也、中原嘉仁、原田浩司、相澤雄、大森千代美、杉本くみ子、山崎清太、松永健太郎、広江孝吉、松原綾子、印田弘幸、清水泰貴
- 総合演出：出口敬生
- プロデューサー：高井一郎・牧野正・清水一幸（ドラマ制作センター）、小川泰・瀬田裕幸（映画事業局）、宮道治朗・春名剛生・石井浩二・黒木彰一（バラエティ制作センター）
- 制作統括：亀山千広、大多亮
- 制作総指揮：港浩一
- 制作著作：フジテレビ